# Кроста (Гросдубрау)
Кро́ста или Хрост (нем. Crosta; в.-луж. Chróstо файле) — деревня в Верхней Лужице, Германия. Входит в состав коммуны Гросдубрау района Баутцен в земле Саксония. Подчиняется административному округу Дрезден.

## География
Находится севернее административного центра коммуны Гросдубрау на территории биосферного заповедника «Пустоши и озёра Верхней Лужицы». Через восточную часть деревни проходит автомобильная дорога К7212, которая соединяет её на западе с деревней Ломск (находится на автомобильной дороге S106) коммуны Радибор и на юго-востоке — с Гросдубрау.
В южной части деревни находится искусственный пруд, который ранее был шахтой под названием «Módra Adrija», где добывали бурый уголь.
Соседние населённые пункты: на востоке — деревня Бремё, на юго-востоке — Гросдубрау и на западе — деревня Ломск.

## История
Впервые упоминается в 1353 году под наименованием Grust.
До 1910 года деревня входила в административные границы соседней деревни Ломск. До 1992 года была центром одноимённой коммуны. С 1992 года входит в современную коммуну Гросдубрау.
В настоящее время деревня входит в состав культурно-территориальной автономии «Лужицкая поселенческая область», на территории которой действуют законодательные акты земель Саксонии и Бранденбурга, содействующие сохранению лужицких языков и культуры лужичан.
Исторические немецкие наименования
- Grust, 1353
- Crostaw, 1419
- Croste, 1461
- Kroste, 1526
- Crusta, Crosta, 1541
- Crosta, 1596
- Crost, 1629

## Население
Официальным языком в населённом пункте, помимо немецкого, является также верхнелужицкий язык.
Согласно статистическому сочинению «Dodawki k statisticy a etnografiji łužickich Serbow» Арношта Муки в 1884 году в деревне проживало 233 человека (из них — 218 серболужичан (94 %)).
Лужицкий демограф Арношт Черник в своём сочинении «Die Entwicklung der sorbischen Bevölkerung» указывает, что в 1956 году при общей численности в 718 человек серболужицкое население деревни составляло 20,2 % (из них верхнелужицким языком владело 114 взрослых и 31 несовершеннолетний).
| 1834 | 1871 | 1890 | 1910 | 1925 | 1939 | 1946 | 1950 | 1964 | 1990 |
| ---- | ---- | ---- | ---- | ---- | ---- | ---- | ---- | ---- | ---- |
| 63   | 101  | 95   | 741  | 680  | 619  | 672  | 758  | 660  | 510  |